# ظاهريت
ظاهريت معدن، وهو عبارة عن كبريتات معقدة من الألومنيوم ، صيغته Al12 (O H) 26 (S O 4) 5 · 20 H 2 O . اكتشف في سلسلة جبال السلط، البنجاب، باكستان من قبل محمد عبد الظاهر ‏ من هيئة المسح الجيولوجي البنغلاديشية والذي سُمي باسمه في عام 1977. المعدن شديد الذوبان في الماء ومن غير المرجح أن يستمر في أي مكان باستثناء البيئات الأكثر جفافاً. يجفف تلقائيًا وبشكل عكسي في درجة حرارة الغرفة. لونه أبيض إلى أزرق مخضر.
رمز المعدن وفق الجمعية الدولية للمعادن: Zah

## أنظر أيضا
- قائمة المعادن
- قائمة المعادن التي سميت بأسماء أشخاص

## وصلات خارجية
- بيانات الويب المعدنية